# Goff-Gratch-Gleichung
Die Goff-Gratch-Gleichung ist eine empirische Formel zur Berechnung des Sättigungsdampfdrucks von Wasser. Sie berechnet den Sättigungsdampfdruck {\displaystyle p_{\mathrm {S} }} bei einer gegebenen absoluten Temperatur {\displaystyle T}. Die Goff-Gratch-Gleichung bildet die gemessene Sättigungsdampfdruck-Kurve genauer ab als die (nach Dietrich Sonntag optimierte, ebenfalls empirische) Magnus-Formel oder die Sättigungs-Dampfdruck-Gleichung nach VDI/VDE 3514. 
Die Formel lautet in ihrer expliziten Form
{\displaystyle p_{\mathrm {S} }=\exp {\biggl (}{\frac {K_{1}}{T}}+K_{2}+K_{3}\cdot T+K_{4}\cdot T^{2}+K_{5}\cdot \ln {\biggl (}{\frac {T}{\mathrm {K} }}{\biggr )}{\biggr )}\,\mathrm {Pa} }.
Dabei gilt
{\displaystyle p_{\mathrm {S} }} ist der Sättigungsdampfdruck in Pascal
{\displaystyle T} ist die absolute Temperatur in Kelvin
{\displaystyle K_{1}=-6094{,}4642\,\mathrm {K} }
{\displaystyle K_{2}=21{,}1249952}
{\displaystyle K_{3}={\frac {-0{,}027245552}{\mathrm {K} }}}
{\displaystyle K_{4}={\frac {0{,}000016853396}{\mathrm {K^{2}} }}}
{\displaystyle K_{5}=2{,}4575506}
Beispielrechnungen:
1. Sättigungsdampfdruck am Tripelpunkt =  {\displaystyle p_{\mathrm {S} }(273{,}16\,\mathrm {K} )=611{,}657\,\mathrm {Pa} .}
2. Sättigungsdampfdruck bei 20 °C =       {\displaystyle p_{\mathrm {S} }(293{,}15\,\mathrm {K} )=2338{,}45\,\mathrm {Pa} .}
3. Sättigungsdampfdruck bei 100 °C =      {\displaystyle p_{\mathrm {S} }(373{,}15\,\mathrm {K} )=101325\,\mathrm {Pa} .}

Hinweis:
Diese nicht-physikalische Gleichung erzeugt sinnvolle Ergebnisse bei Temperatureingaben zwischen 3 K und 373 K.